# Plácido Rodríguez (biskup)
Plácido Rodríguez CMF (ur. 11 października 1940 w Celaya w Meksyku) – amerykański duchowny katolicki pochodzenia meksykańskiego, klaretyn, biskup Lubbock w latach 1994-2016. 
Pochodzi z wielodzietnej rodziny (był jedenasty z 14 rodzeństwa). Gdy miał 12 lat rodzina wyemigrowała do Chicago. Tam postanowił wstąpić do klaretynów (obsługiwali oni parafię, do której uczęszczał). Rozpoczął nowicjat w Los Angeles, a pierwsze śluby złożył w 1960. Studiował też w Calabasas i na Katolickim Uniwersytecie Ameryki w Waszyngtonie. W 1964 uzyskał amerykańskie obywatelstwo. Święcenia kapłańskie otrzymał 23 maja 1968 i rozpoczął pracę duszpasterską w pd. Chicago, służąc w społeczności języka hiszpańskiego. Był następnie proboszczem parafii NMP z Guadalupe i dyrektorem ds. powołań wschodniej prowincji klaretynów. W 1981 został proboszczem parafii Matki Bożej Fatimskiej. 
13 października 1983 otrzymał nominację na biskupa pomocniczego Chicago ze stolicą tytularną Fuerteventura. Sakry udzielił mu kardynał Joseph Bernardin. Był pierwszym w historii sufraganem chicagowskim języka hiszpańskiego i pierwszym północnoamerykańskim klaretynem, który został biskupem. 5 kwietnia 1994 mianowany ordynariuszem Lubbock w Teksasie. 27 września 2016 papież Franciszek przyjął jego rezygnację z pełnionego urzędu.